# 向山公園 (南陽市)
向山公園（むかいやまこうえん）は、山形県南陽市にある運動公園。

## 概要

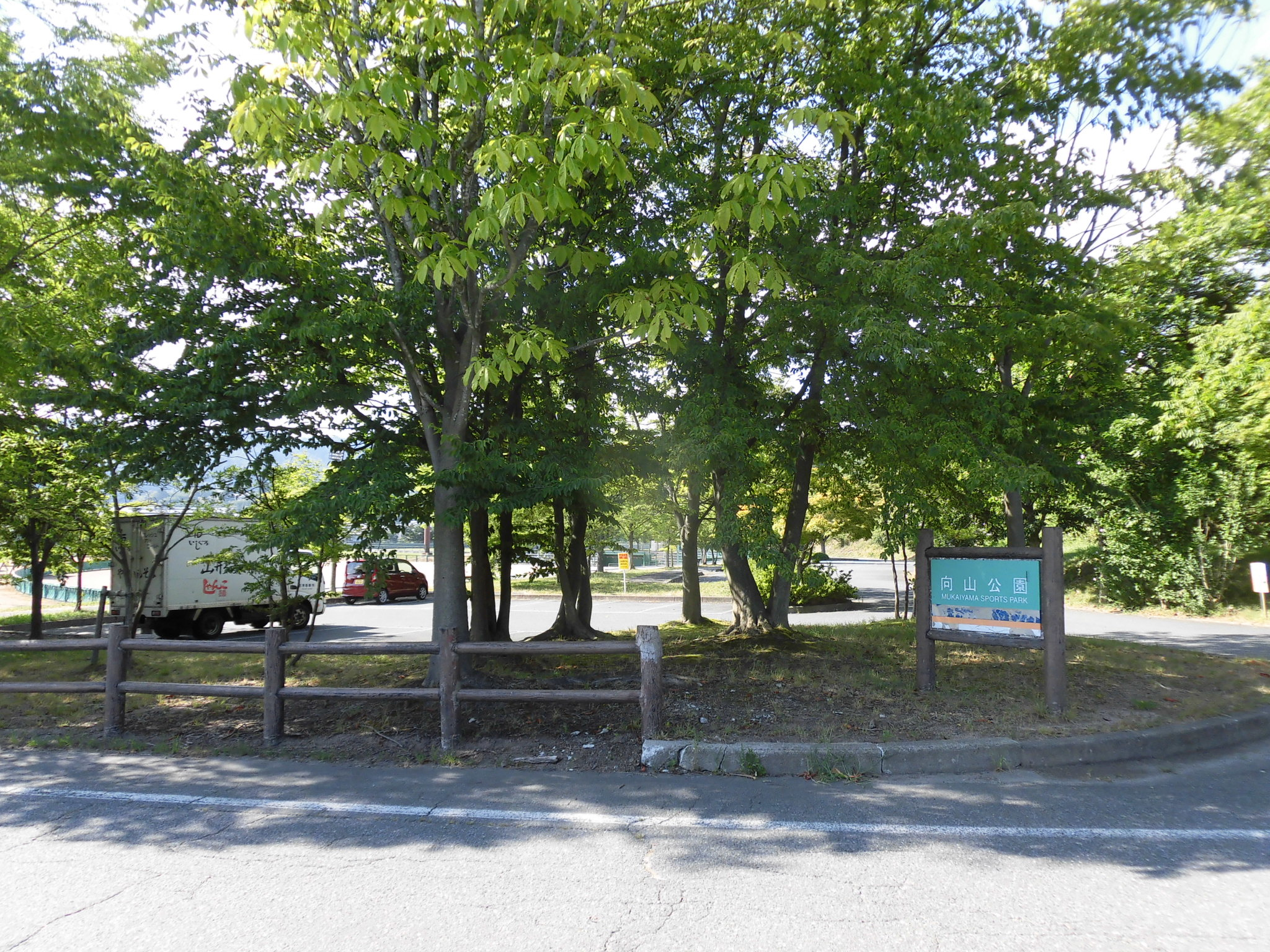
公園入口

向山公園野球場を核とした運動公園である。ナイター設備も完備している。

## 施設概要
- 野球場
- ソフトボール場A
- ソフトボール場B

## 主な大会・イベント
- 第47回国民体育大会（1992年）
- ねんりんピック（1997年）
- 第12回全国スポーツ・レクリエーション祭（1999年）
- 第40回東北総合体育大会ソフトボール競技（2013年）

## 開館時間・休館日
- 開館時間
  - 早朝 - 午後9時30分[2]
- 休館日
  - 無休(11月～3月まで閉鎖) [2]

## 所在地
山形県南陽市宮内1580
アクセス
- 山形鉄道フラワー長井線・宮内駅から1.2km[1]

## 周辺
- 南陽市立宮内中学校
- 吉野川
- 南陽市民体育館 - 当公園の管理を行う